# Leberecht Wilhelm Börner
Leberecht Wilhelm Börner (* 19. April 1841 in Deutschkatharinenberg; † 14. Juni 1902 in Cämmerswalde) war ein deutscher Lehrer und Autor.

## Leben und Wirken
Nach dem Schulbesuch und erfolgter Lehrerausbildung wurde Börner 1862 zweiter Lehrer in Hinterhermsdorf. 1868 wechselte er als Mädchenlehrer nach Tuttendorf, ab 1872 war er Lehrer in Lößnitz bei Freiberg. 1877 übernahm er das Amt des Kantors und Kirchschullehrers in Cämmerswalde.
Bekannt wurde er vor allem durch die Abfassung von Abhandlungen für den Geographieunterricht an den oberen Klassen der Volksschulen.

## Schriften (Auswahl)
- Geographischer Stoff für die Hand der Schüler in Volksschul-Oberklassen. Schellenberg, 1868.
- Geographischer Stoff für die Hand der Schüler in Volksschul-Oberklassen. 2. Aufl., Jungnickel, Freiberg, 1872.